# Anthrenus tarnawskii
Anthrenus tarnawskii là một loài bọ cánh cứng trong họ Dermestidae. Loài này được Kadej & Háva miêu tả khoa học năm 2006.